# Carlos Tramontina
Carlos Alberto Tramontina (Adamantina, 11 de maio de 1956) é um jornalista brasileiro.

## Biografia
Formado em Jornalismo pela FAAP em 1977, Carlos já foi o editor-chefe e apresentador de inúmeros telejornais da TV Globo São Paulo como Bom Dia São Paulo e SP Já. Em 1998 dividiu a apresentação do SPTV com a jornalista Débora Meneses. Em 2000 apresentou em caráter provisório o telejornal Jornal da Globo, substituindo Lilian Witte Fibe. Foi âncora da 2ª edição do SPTV por 24 anos e do documentário dominical Antena Paulista por 23, além de ter apresentado o carnaval Globeleza na apuração paulistana. Apresentou também o Jornal da Globo eventualmente entre 2017 e 2022, com a saída de William Waack.
Possui como hobby o alpinismo, já tendo publicado livros a respeito de suas experiências na área. Publicou em 2004 A morada dos deuses: um repórter nas trilhas do Himalaia, um relato pessoal sobre sua escalada da cordilheira do Himalaia. Em 28 de setembro de 2019, Tramontina representou o estado de São Paulo em comemoração dos 50 anos do Jornal Nacional.
Em 26 de abril de 2022, Tramontina anunciou em seu Instagram que deixou a TV Globo São Paulo após 43 anos. Foi substituído na apresentação do SPTV 2ª edição por José Roberto Burnier.
No dia 11 de março de 2023, Tramontina foi contratado pela CNN Brasil para apresentar o Freedom Project (Projeto Liberdade, em tradução livre), um programa sobre escravidão moderna e um projeto da CNN International programado para estrear no dia 4 de junho. O apresentador deixou o canal em outubro, já que a atração encerrou-se.
Em 8 de maio de 2023, Carlos foi chamado pelo Flow Podcast para apresentar o Flow News, conciliando a CNN Brasil e o quadro do Flow.

### Seis e ônibus
No dia 14 de fevereiro de 2019, ao apresentar o boletim Radar SP, Tramontina confundiu-se ao falar o horário, misturando com a matéria sobre os ônibus da capital paulista que daria, e acabou falando "seis e ônibus" assim que entrou no ar. O incidente viralizou imediatamente nas redes sociais, tornando-se piada até mesmo dentro da própria TV Globo. Tramontina sempre aderiu à piada, comentando com bom humor em entrevistas. Um dos quadros de seu canal no YouTube, inclusive, chama-se "seis e ônibus", frase da qual solicitou o registro dos direitos autorais no INPI.

## Programas
| Ano                 | Nome              | Emissora           | Cargo                 |
| ------------------- | ----------------- | ------------------ | --------------------- |
| 1986–1994           | Bom Dia São Paulo | TV Globo São Paulo | Apresentador          |
| 1990–1991           | Bom Dia Brasil    | TV Globo           | Apresentador eventual |
| 1994–1996           | São Paulo Já      | TV Globo São Paulo | Apresentador          |
| 1996–1998           | SPTV 1ª Edição    | TV Globo São Paulo | Apresentador          |
| 1996–2001           | N de Notícia      | GloboNews          | Apresentador          |
| 1998–2000 2000–2022 | SPTV 2ª Edição    | TV Globo São Paulo | Apresentador          |
| 1999–2022           | Antena Paulista   | TV Globo São Paulo | Apresentador          |
| 2000                | Jornal da Globo   | TV Globo           | Apresentador          |
| 2000–2005 2017–2022 | Jornal da Globo   | TV Globo           | Apresentador eventual |
| 2000–2004           | Jornal Nacional   | TV Globo           | Apresentador eventual |
| 2001–2003           | Jornal Hoje       | TV Globo           | Apresentador eventual |
| 2011–2014           | Globo Notícia SP  | TV Globo São Paulo | Apresentador          |
| 2013–2022           | Radar SP          | TV Globo São Paulo | Apresentador          |